# Alexei-Ravelin

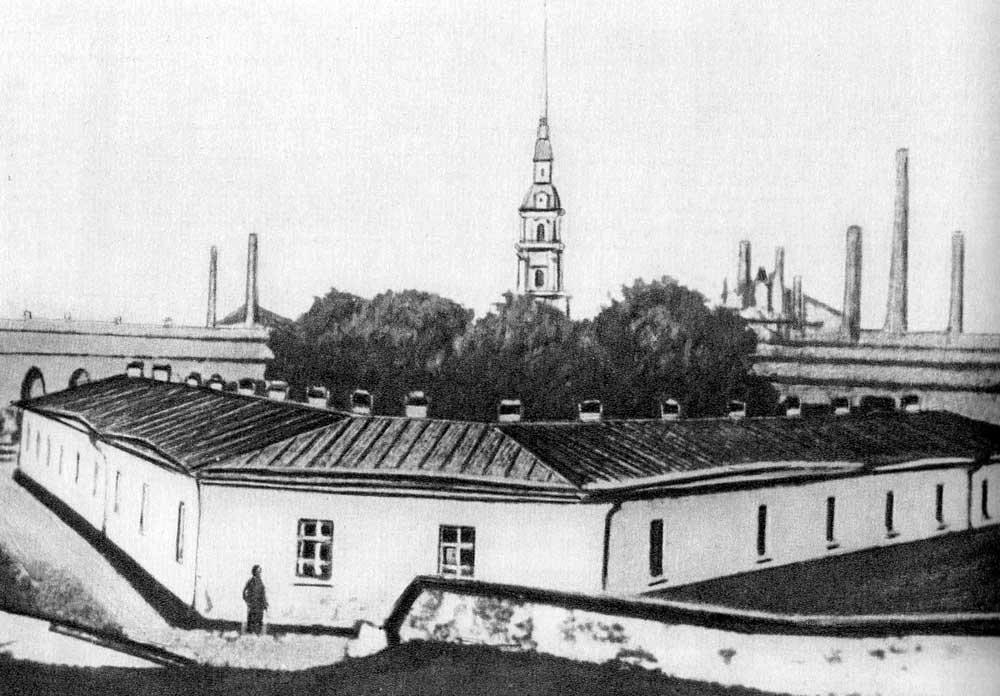
Alexei-Ravelin der Peter-und-Paul-Festung in den frühen 1870er Jahren

Das Alexei-Ravelin war das westliche Außenwerk (Ravelin) der Peter-und-Paul-Festung in Sankt Petersburg in Russland. Es diente als Gefängnis für Personen, die der zaristischen Regierung besonders gefährlich erschienen. Es wurde zu Ehren von Alexei Michailowitsch, dem Vater Peters des Großen, benannt. Seit der zweiten Hälfte des 18. Jahrhunderts wurde es als Gefängnis für politische Gefangene genutzt, darunter Dekabristen, Petraschewzen, Mitglieder der liberalen Kyrill-und-Method-Bruderschaft, Teilnehmer am Polnischen Aufstand 1830/31 und Anhänger der Vereinigung Narodnaja Wolja. Im Jahr 1884 wurden die Gefangenen in die Festung Schlüsselburg überführt.

## Berühmte Insassen
- Michail Alexandrowitsch Bakunin
- Gawriil Stepanowitsch Batenkow
- Michail Stepanowitsch Beideman
- Michail Wassiljewitsch Butaschewitsch-Petraschewski
- Fjodor Michailowitsch Dostojewski
- Michail Fedorowitsch Frolenko
- Pjotr Grigorjewitsch Kachowski
- Dmitri Wladimirowitsch Karakosow
- Nikolai Wassiljewitsch Kletotschnikow
- Fjodor Wassiljewitsch Kretschetow
- Pantelejmon Kulisch
- Alexander Dmitrijewitsch Michailow
- Nikolai Alexandrowitsch Morosow
- Ippolit Nikititsch Myschkin
- Sergei Gennadijewitsch Netschajew
- Wladimir Alexandrowitsch Obrutschew
- Pawel Iwanowitsch Pestel
- Kondrati Fjodorowitsch Rylejew
- Nikolai Wassiljewitsch Schelgunow
- Nikolai Alexandrowitsch Serno-Solowjewitsch
- Sergei Wassiljewitsch Trubezkoi
- Nikolai Gawrilowitsch Tschernyschewski